# 東武商事
東武商事株式会社（とうぶしょうじ）は、 東武鉄道グループに属し、販売、管理、広告業およびその付帯事業を行う企業。本社は東京都墨田区に所在する。

## 販売業
駅売店業
東武鉄道の駅構内売店「ACCESS TOBU」を運営している。
コンビニエンスストア事業
ファミリーマートと2010年3月30日に包括提携契約（事実上のエリアフランチャイジー）を締結している。このため、東武商事はファミリーマートの店舗として駅構内店・駅前店ならびに東武鉄道本社店を営業している。なお、以前はam/pmの店舗として営業をしていた。
車内販売
東武鬼怒川線の「SL大樹」にて車内販売を行っている。2021年8月31日までは、東武日光線の特急「スペーシア」でも車内販売を行っていた。
駅構内自動販売機設置
東武鉄道駅構内の飲料自販機、たばこ自販機、菓子自販機を扱っている。
鉄道グッズ企画販売
鉄道グッズの企画販売を行っており、インターネット通販「東武マーケット」の運営も行っている。
飲食店事業
ケンタッキーフライドチキン・ドトールコーヒー・PRONTOのフランチャイジーとして店舗を営んでいる。東武沿線に限らず、新座市（ケンタッキー）・桶川市（ドトール）にも出店している。

## その他の事業
広告業
東武鉄道指定代理店の1つとなっており、駅構内、鉄道車内・車体、バス車内・車体の広告を取り扱っている。
管理業
貸しロッカー運営、建築資材および照明設備機械器具の卸売販売ならびに賃貸、自動証明写真の設置などを行っている。
エネルギー事業
2022年に吸収合併した旧・東武エナジーサポートの事業で、石油製品の販売（出光昭和シェル代理店）、太陽光発電システムの販売、新電力の「東武のでんき」（出光興産からの卸売）の販売を行っている。